# Dubplate
 (février 2024).
Si vous disposez d'ouvrages ou d'articles de référence ou si vous connaissez des sites web de qualité traitant du thème abordé ici, merci de compléter l'article en donnant les références utiles à sa vérifiabilité et en les liant à la section « Notes et références ».

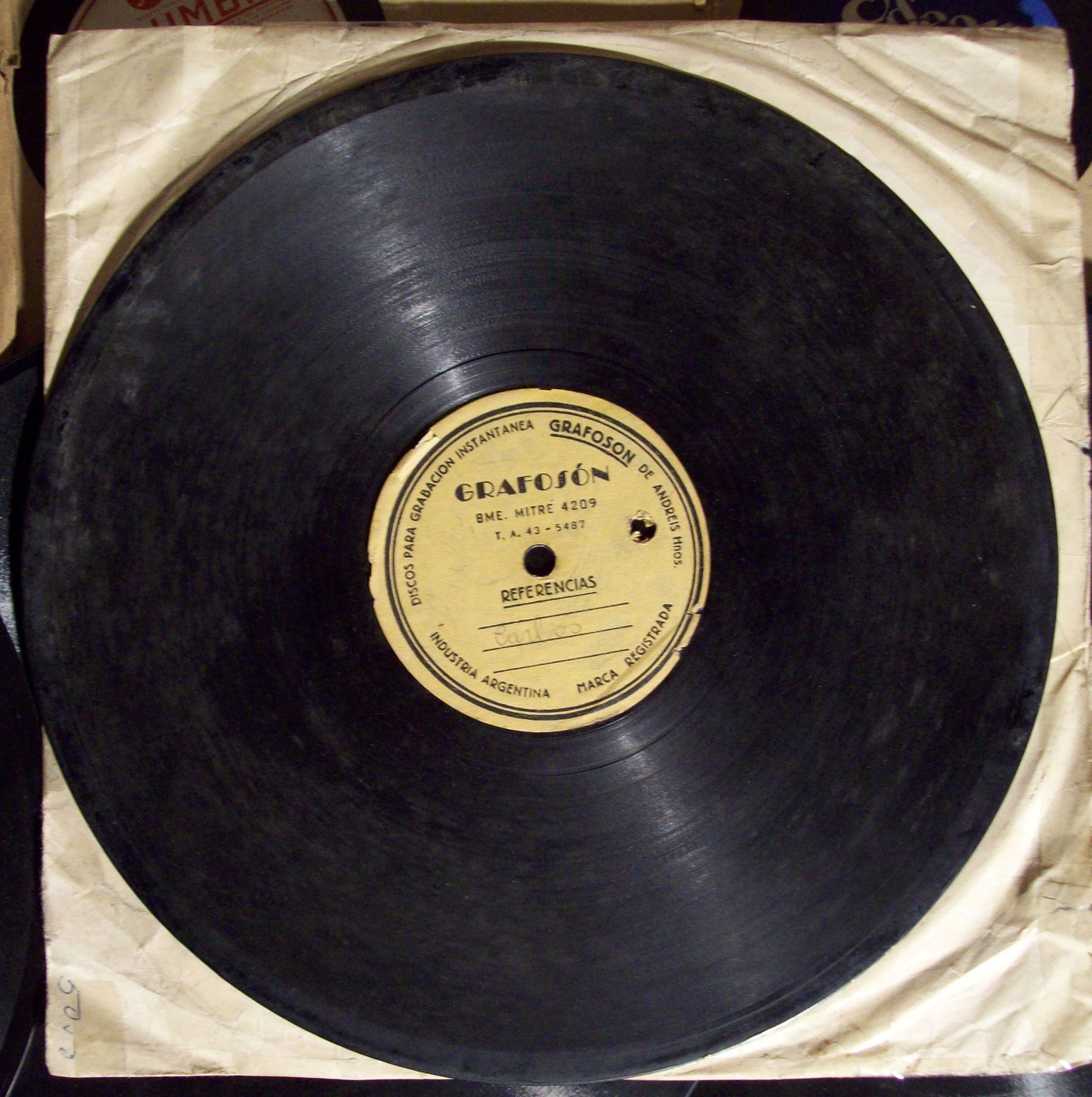
Disque en acétate.

Un dubplate désigne un disque microsillon en acétate très fragile gravé en un seul exemplaire, créé à l'origine pour faire les 2 moules matricielles du futur disque, ceux des faces A et B, qui permettront de presser des disques vinyles par la suite. 

## Étymologie
Selon David Toop, le « dub » de « dubplate » est une allusion à l'usage du dubplate dans le dubbing ou doubling, la version originale d'un morceau musical.

## Histoire

### Apparition
À l'origine, à la fin des années 1950, la dubplate désigne un disque promotionnel que les producteurs envoient aux sound systems pour mesurer leur popularité avant un éventuel pressage en 45 tours. Si la réaction du public est bonne, le morceau est ensuite normalement pressé. Alors que l'industrie musicale jamaïcaine est balbutiante, presser un 45 tours qui ne rencontrerait aucun succès est un risque énorme que les producteurs cherchent à minimiser en ayant recours aux dubplates.
Mais l'engouement immédiat des Jamaïcains pour leur musique locale induit un développement rapide de l'industrie musicale jamaïcaine et le risque d'échec étant nettement réduit, on presse désormais directement les 45 tours sans passer par le stade des dubplates.

### Innovation et exclusivité
Les dubplates ne disparaissent pas pour autant et deviennent même un instrument majeur dans l'évolution de la musique jamaïcaine. Pour les producteurs, ils permettent de prendre la température des sounds et d'observer presque instantanément la réaction du public aux dernières innovations qu'ils apportent. Si cette réaction est bonne, les producteurs sont confirmés dans l'orientation musicale qu'ils ont prise. Pour les sound systems et leurs propriétaires, le dubplate est un moyen de se distinguer de leurs concurrents de par son caractère exclusif : on se rend chez Downbeat (sound systems de Studio One) plutôt que chez un autre car lui seul peut passer avant tout le monde les derniers morceaux en version dubplate des Heptones ou des Wailers.
Un accord implicite se noue entre labels et producteurs : les dubplates servent à faire la promotion de morceaux avant leur sortie et de tester des innovations avant que le processus ne soit tout à fait enclenché, et à attirer le plus de monde possible dans un sound system.

### Naissance du dub
C'est d'ailleurs au cours de la gravure d'un dubplate que le dub est créé en 1967 : l'opérateur oublie de connecter la piste vocale et seule la rythmique nue est gravée. Mais la réaction du public face à ce qui n'est finalement qu'une version accidentellement instrumentale est telle qu'elle convainc les producteurs de généraliser les versions instrumentales, qui servent ensuite à combler les faces B de 45 tours, puis, avec l'inventivité de Lee Perry ou King Tubby (dont les premières expérimentations surviennent en gravant des dubplates à la fin des années 1960), se retrouvent bardées d'effets sonores pour devenir le dub que l'on connaît depuis les années 1970.

### Du dubplate auspecial
Au début des années 1980, apparaît la mode non-démentie jusqu'à des specials (voir définition). Le special n'a plus le caractère de disque promotionnel du dubplate initial. En revanche, il va encore plus loin dans le principe de l'exclusivité, puisque désormais, le morceau est enregistré directement et exclusivement pour le sound system, sans intervention du producteur. Un artiste y parodie voire y plagie donc un de ses tubes en forme d'hommage plus ou moins glorificateur et guerrier à un sound system (les dubplates peuvent également consister en un pot-pourri par l'artiste de ses tubes).
Dans les dubplates qu'il signe, le chanteur Johnny Osbourne transforme ainsi généralement son I Don't Want No Ice-Cream Love 'cause it's too Cold for Me en I Don't Want No Ice-Cream Sound 'cause it's Too Soft for Me. Ce qui compte, ce n'est pas la qualité du son ni la performance artistique : les sound systems n'ont pas les moyens d'enregistrement des grands labels et les specials sont enregistrés à la va-vite. Ce n'est même pas la nouveauté puisque l'artiste ne crée pas des paroles totalement nouvelles ni une nouvelle mélodie et les dubplates sont d'ailleurs plus souvent réalisés sur des riddims classiques déjà éprouvés et connus de tous, que sur la rythmique originale du morceau (sauf si celle-ci est un classique).
Par ailleurs, il faut rendre immédiatement identifiable le dubplate : par l'utilisation d'un riddim classique et la parodie d'un morceau déjà existant, le public saisit instantanément le caractère exclusif du dubplate. D'autant plus que celui-ci comprend généralement le nom du sound voire de ses membres. Cette dernière pratique s'est estompée depuis que les résidents des sound systems ont pris l'habitude de quitter leur sound pour être « transféré » dans un autre ou pour fonder le leur : après leur départ, le sound ne peut plus passer un dubplate dans lequel est cité le nom d'un ex-membre désormais concurrent. Plus l'artiste est coté, plus le dubplate a de la valeur (valeur décuplée si l'artiste est décédé ou « retraité »). Des rumeurs de specials de Bob Marley ont fréquemment circulé dans le milieu reggae, mais leur existence paraît assez improbable vu que la mode des specials est postérieure à la mort du chanteur.
Les specials sont principalement utilisés lors de clashs (joutes par vinyles interposés) entre différents sound systems. Les grands sound systems réalisent d'ailleurs parfois des specials exclusivement destinés à un clash précis dans lesquels le nom du sound concurrent est mentionné et discrédité (on parle de « nominatifs »).

### Période contemporaine
On assimile le dubplate au special à une production musicale exclusive pour un sound system ou un deejay et sur lequel un artiste (chanteur ou deejay) modifie les paroles d'une de ses compositions pour en faire un hommage au sound system qui le lui a commandé (on parle aussi de VIP mix, spécialement dans la musique électronique des années 2000).

## Caractéristiques
Le format du dubplate (33-45 tours) dépend de la production prévue. Pourtant, il n'a pas juste été utilisé pour créer des disques vinyles, différents labels en produisaient pour les distribuer aux radios et aux sound systems afin d'évaluer les réactions du public en vue d'une production commerciale ultérieure. Ce procédé promotionnel a encore lieu de nos jours bien que les formats numériques aient remplacé les formats analogiques.
Le dubplate est également utilisé par les sound systems et les deejays pour créer des productions musicales ou des remixes qui leur sont propres afin de développer leurs identités musicales et d'accroitre leurs notoriétés via une promotion musicale de qualité. Comme les radios, les sound systems et DJ de nos jours pressent rarement leurs dubplates sur acétate, préférant le format numérique plus pratique d'utilisation.